# No vayamos a irnos sin el mar
No vayamos a irnos sin el mar es la primera producción discográfica de Arturo Meza. Los temas incluidos en su mayoría son musicalizaciones de textos indígenas contemporáneos y de los siglos XVI y XVII.

## Contenido

### Lírico
Canto triste
El texto de esta canción proviene del poema Estoy triste atribuido a Nezahualcóyotl y recogido de la tradición oral por Fernando de Alva e Ixtlixochitl. Se puede encontrar en Trece poetas del mundo azteca, recopilación hecha por Miguel León Portilla.
Flores Nuevas
Flores nuevas procede, como Misión del poeta, del códice de los Cantares Mexicanos de la Biblioteca Nacional de México, con el número 38 dentro del apartado de textos huexotzincas, con el título de Flores de primavera:

Yecoc xochitl
ma in nequimilolo
ma in necuiltonolo
antepilhuan.
Huel ixtihuitz
cuecuey on tihuitz
zan xopan nomacicatihuitz
cempohualxochitl
yecoc xochitl
tepepitech.
Llegaron las flores
que sean ellas gala
que sean ellas riqueza
oh príncipes.
Bien nos muestran su faz
vienen a abrir sus corolas.
Sólo en primavera
alcanzan su perfección.
las innumerables flores,
llegaron las flores
al borde de la montaña
Cantares Mexicanos, p. 48

Garibay afirma que este poema en particular se distingue del resto de los poemas de Huexotzingo por su brevedad y belleza. Para los mexicanos de aquella época las flores eran algo esencial. Las llevaban en la cabeza -icpa xochitl-, o sea en las manos -maxochitl o maspaxochitl, y aún xochimacpictli-, o las llevaban en collares al cuello, como se usa aún en ciertas regiones de nuestro país. -mecaxochitl- y eran como gala y adorno de los personajes de importancia
Me pesa en el corazón la vida que voy llevando
La letra de esta canción fue tomada de La Literatura de los Aztecas de Ángel María Garibay Kintana. por la editorial Joaquín Mortiz. Está dividido en tres partes, en la parte segunda "Testimonios en prosa" viene un apartado titulado Proverbios, que fueron recopilados por Sahagún, Olmos y Mijangos, son veinticinco, Arturo tomo tres para hacer la canción de "me pesa en el corazón la vida que voy llevando":

V.
¿Donde hay amigos? No tenemos amigos. (In catli ame? Ah tocnihuan!)Cant. Mex., f.36 XVII.
No cantar el buen cantar. (Ahmo nelli in cuicatl quehua.)Mijangos, fr. 108 XX.
Me pesa en el corazón la vida que voy llevando (Nech ellelpozahualtia in notlahuelolocayo)
 Id., fr. 137

Canto por niño
La letra de la canción proviene de Canto por un niño pequeño, con las hojas de palma consagradas en el humo del incienso, uno de los 51 cánticos que el antropólogo Alfred M. Tozzer recogió en la Selva Lacandona entre 1902 y 1905, y que fueron publicados en A Comparative Study of the Mayas and the Lacandones, dos años más tarde, en maya y en inglés. La versión utilizada por Meza es una traducción (de hecho, la primera) al español de Demetrio Sodi que apareció en La literatura de los mayas, en 1964:

"Guarda a mi hijo, oh mi Señor, que no tenga dolor, que no tenga fiebre. Que no lo aprisione el dolor en los pies. No lo castigues con fiebre. No castigues a mi hijo con mordeduras de serpiente. No lo castigues con la muerte. Mi hijo juega, se divierte. Cuando crezca, él te hará ofrenda de posol, él te dará ofrenda de copal. Cuando crezca, te dará tortillas. Cuando crezca te dará papel. Cuando crezca te hará sacrificio."

En 1982 el Instituto Nacional Indigenista publicó la primera versión íntegra al español del libro de Tozzer, en el cual aparece una traducción más literal del cántico, bajo el título de Canto por un joven con las palmas consagradas en el humo del incienso:

"Protege a mi hijo, oh padre, (haz) que cese todo mal, (haz) que cese la fiebre. No permitas que la fiebre lo aplaste. No permitas que a mi hijo lo muerda la serpiente. No le hagas daño enviándole la muerte. Mi niño juega. Cuando crezca te hará una ofrenda de posol, te hará una ofrenda de copal. Cuando crezca te hará una ofrenda de tortillas. Cuando crezca te hará una ofrenda de cintos. Cuando crezca te hará un sacrificio..."

Los cánticos forman parte de una ceremonia iniciática de los niños lacandones dividida en varias en pasos como parte un rito en el que se introducía a los adolescentes a la edad adulta, aunque Tozzer no específico a qué edad de los niños se realizaba. De hecho, el primer cántico habla de una ofrenda a Dios que caracteriza el tono de la ceremonia y su finalidad:

"Voy a pintar de rojo este juego de arco y flechas oh Padre. Mira el juego de flechas de mi hijo, oh Padre. Cuando él crezca, te hará ofrendas. Cuando él crezca te hará un cinto de ofrenda, oh Padre..."

Así, los cantos van recorriendo cada uno de los pasos de la ceremonia: adoración y vindicación del Sol como símbolo y manifestación de la divinidad, descripción y utilización de braseros de copal, jícaras de posol, ofrendas varias, bebidas ceremoniales, tamales y frijoles, hasta llegar a un cántico de despedida, de deseo de buen viaje del padre a su hijo:

No permitas que lo muerda la serpiente, no permitas que lo muerda el tigre. Él va a... No permitas que se canse. No permitas que una astilla filosa lastime la planta de su pie.

Para la edición de 1994, Meza realizó algunas modificaciones a Canto por niño. Así, por ejemplo, cambió la última frase de la versión original del acetato que dice: Él te dará sacrificio, por Él te dará su cariño. Además, incluyó los sonidos iniciales de agua y aves.
Misión del poeta
Este poema se halla en el manuscrito titulado Cantares mexicanos que se conserva en la Biblioteca Nacional de México. El documento fue encontrado en una pila de libros viejos por el bibliotecario José María Vigil a principios del siglo XX. No se sabe quién es el autor de esta recopilación de poemas nahuas. Se le atribuye a Andrés de Olmos, fraile evangelizador de los primeros tiempos de la Colonia, aunque Ángel María Garibay Kintana cree que no es descabellado pensar en Bernardino de Sahagún, dado que está organizado de acuerdo con un criterio que ya había sido utilizado por el fraile franciscano autor de Historia general de las cosas de Nueva España, en el cual los textos fueron agrupados de acuerdo a las tres grandes regiones de producción literaria: Texcoco, Chalco y Huexotzingo. Misión del poeta es una canción formada a partir de dos poemas procedentes del área de Huexotzingo; específicamente los que tienen los números 8 y 9. La traducción es de Ángel María Garibay Kintana.
Garibay señala que la palabra quecholli, más que referirse a un ave real, alude a un ente místico que representa a los guerreros muertos que acompañan al sol. Además, de entre los mucho textos nahuas que abordan el tópico de la fugacidad de la vida, Garibay distingue este poema anónimo de Huexotzingo, por su concisión, y la habilidad con la que combina dos figuras retóricas predilectas de la poética náhuatl: la flor y la fugacidad de la vida; "uno de los poemas más hermosos de cuanto nos llegó de la poesía náhuatl. Es el anhelo humano de dejar algo de sí mismo al pasar por la tierra, aunque sea solamente de canto y una flor. Y el tema de la flor revierte al compararse con las flores que van muriendo sin dejar huella. Ideas muy comunes a toda literatura, pero aquí armónicamente combinadas y expresadas con limpieza y sonoridad de lengua".
Esta canción fue grabada en 1984 cantada por Carmen Leñero y regrabada con la voz de Arturo Meza en 1994.
Anael
Esta canción, cuyo título original era Canto Gensaní, puede ser considerada como la primera de Arturo Meza alejado del estilo de los grupos de rock progresivo de los que formó parte, Krol Voldarepet y Decibel. Contiene las líneas generales de lo que será su estilo, tanto en la música como en las letras. Están presentes ya la guitarra punteada a la manera de un laúd, y el uso extensivo de los sintetizadores para colorear la canción y darle un aire de música del Renacimiento. Además, en esta canción aparece el primer acercamiento de lo que podríamos llamar la mitología de Meza: ángeles, criaturas medievales, la vida mendicante y la alabanza por la belleza del mundo (...que brille el sol, que brille el sol para que tú tengas la luz..., dice una línea de la canción). Anael transcurre como un cuento bucólico a través de los simbolismos que más tarde serán desarrollados por Meza en otros trabajos.
Anael es uno de los siete arcángeles (número cabalístico, como los días de la semana y de la Creación) que conforman el grado más alto dentro de la jerarquía Angélica. Los siete: Miguel, Gabriel, Rafael, Samael, Sachiel, Cassiel y Anael. Este último tiene como atributos la sabiduría y la música. Es el patrono de los músicos y los artistas.
Amar por amar
El texto de esta canción se refiere a un antiguo conocimiento tomado de la sabiduría Kobda del Egipto prehistórico, tomado de Orígenes de la civilización adámica, de Josefa Rosalía Luque Álvarez (Siseidon de Trohade), en donde se explica el origen y la obra de Bohindra el rey músico y poeta Kobda hace 10 mil años y Boanerges, (Arpas Eternas de la misma autora) el poeta y amigo de María Magdalena que habitó en Magdaló, el pueblo palestino de procedencia de María de Magdalo.
La partida
El texto es una traducción de un poema de Denise Levertov.
Quetzal
Tema instrumental en donde Meza toca las guitarras y un tiple venezolano, con un estilo muy característico, cercano al son, que aparecerá recurrentemente en otras canciones, sobre todo en sus discos Descalzos al Paraíso y en algunas temas de Canciones para cantar en el Infierno volumen 2.
Al amor fraterno
Texto de la canción tomado de la antigua sabiduría kobda y fue inspirada, al igual que Amar por amar y Jhasua, del disco Ayunando entre las ruinas, en el libro Orígenes de la civilización adámica, de Josefa Rosalía Luque Álvarez.

## Producción
El disco fue grabado por Alejandro González en 1984 y remasterizado por José Luis Fernández Ledezma en 1994.

### Músicos
- Arturo Meza: tiple venezolano, mandolina, guitarra, tambor raramuri, sonajas y coyollis, tarolas, voz y teclados
- Alejandro González: tambora
- Julio Sandoval: bajo
- José Luis Fernández Ledezma: teclados
- Octavio Patiño: saxofón
- Jesús Aguilar Pamil: trombón
- Juan Wolfgang: violoncello y bajo
- Carmen Leñero: voz en Misión del Poeta y Canto triste. (versiones de 1984)

## Reedición de 1994
Diez años después de haber sido publicado en disco de vinilo y casete, No vayamos a irnos sin el mar fue reeditado con la grabación de los temas Misión del Poeta, Canto triste y Canto por niño.

## Lista de canciones
| N.º | Título             | Escritor(es)                                    | Duración |  |
| 1.  | «Canto Triste»     | Nezahualcóyotl, adaptación de Arturo Meza.      |          |  |
| 2.  | «Flores Nuevas»    | Texto huexotzinca, adaptación de Arturo Meza.   |          |  |
| 3.  | «Flores Nuevas»    | Proverbio mexica, adaptación de Arturo Meza.    |          |  |
| 4.  | «Canto por niño»   | Canto lacandón, adaptación de Arturo Meza.      |          |  |
| 5.  | «Misión del poeta» | Poema huexotzinca, adaptación de Arturo Meza.   |          |  |
| 6.  | «Anael»            | Arturo Meza.                                    |          |  |
| 7.  | «Amar por amar»    | Antiguo texto kobda, adaptación de Arturo Meza. |          |  |
| 8.  | «La partida»       | Denise Levertov                                 |          |  |
| 9.  | «Al amor fraterno» | Antiguo texto kobda, adaptación de Arturo Meza. |          |  |